# مسجد حاج احمد
مسجد حاج احمد مربوط به دوره قاجار است و در همدان، خیابان شریعتی، نرسیده به چهارراه خواجه رشید واقع شده و این اثر در تاریخ ۱۶ فروردین ۱۳۷۷ با شمارهٔ ثبت ۱۹۷۹ به‌عنوان یکی از آثار ملی ایران به ثبت رسیده است.